# Rolf Maier (calciatore)
Rolf Maier (Laupheim, 11 aprile 1960) è un ex calciatore tedesco, di ruolo difensore centrale.

## Carriera
In Germania, dopo avere militato nelle giovanili dell'Olympia Laupheim e dell'FV Biberach, compì tutta la carriera professionistica con il Friburgo, dove giocò 285 gare nella 2. Fußball-Bundesliga.